# Pargny-les-Bois
Pargny-les-Bois è un comune francese di 143 abitanti situato nel dipartimento dell'Aisne della regione dell'Alta Francia.

## Società

### Evoluzione demografica
Abitanti censiti